# Hemidactylus bayonii
Hemidactylus bayonii es una especie de saurio de la familia Gekkonidae.

## Distribución geográfica
Es endémica del centro de Angola.